# 同色帚菊
同色帚菊（学名：Pertya discolor var. calvescens）为菊科帚菊属下的一个变种。

## 扩展阅读
- 維基物種上的相關：同色帚菊